# Maximilian Adolf Langenbeck

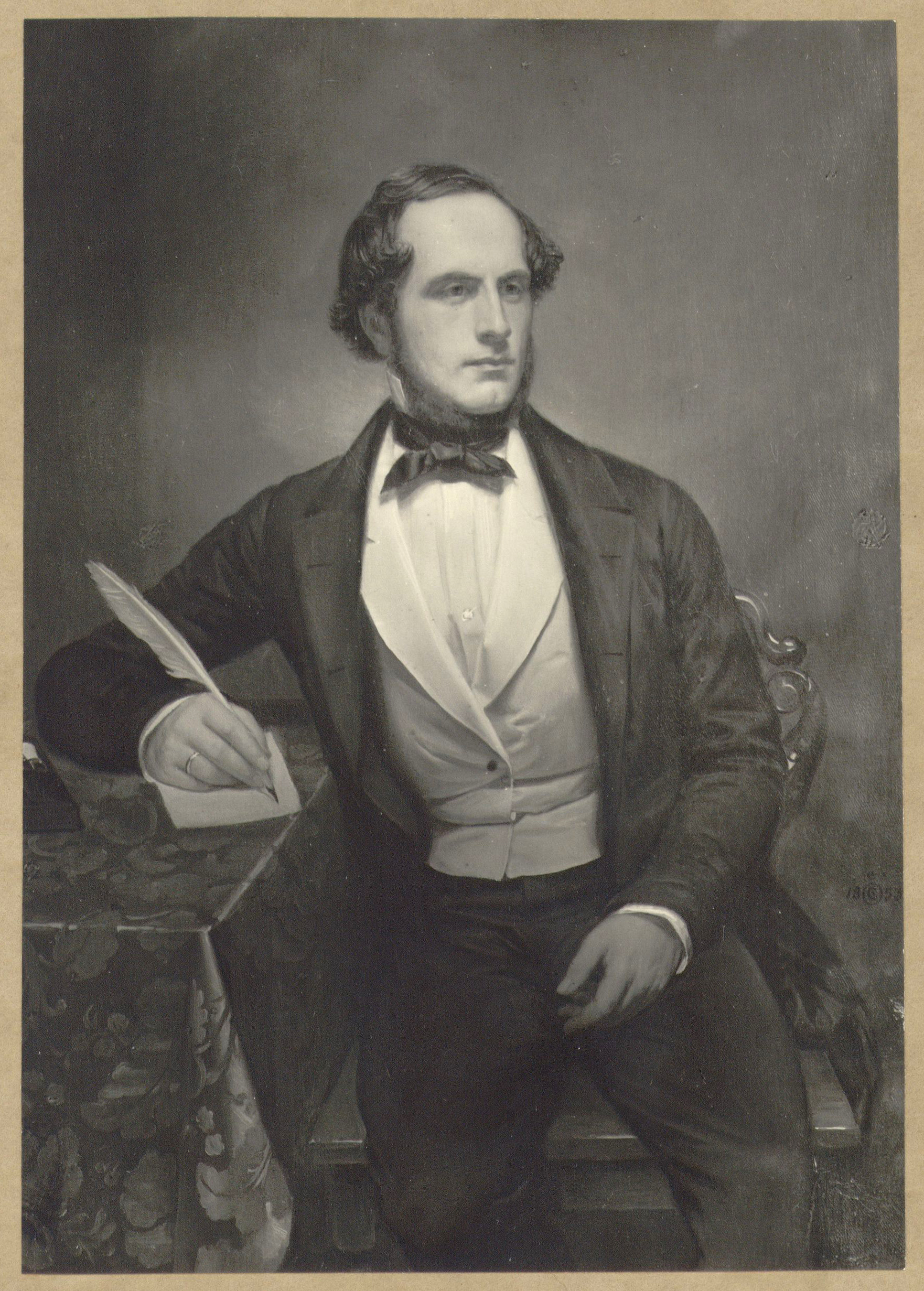
1853 datiert: Langenbeck mit Schreibfeder an einem Tisch sitzend;
Künstlersignatur unteres Bilddrittel ganz rechts; spätere Fotografie auf Karton montiert; Sammlung Niedersächsische Staats- und Universitätsbibliothek Göttingen

Maximilian Adolf Langenbeck (geboren 11. Januar 1818 in Göttingen; gestorben 2. Mai 1877 in Hannover) war ein deutscher Mediziner und Hochschullehrer. Er war insbesondere als Chirurg und Augenarzt (Ophthalmologe) bekannt.

## Leben
Maximilian Adolf Langenbeck wurde zur Zeit des Königreichs Hannover als Sohn des Anatomen Konrad Johann Martin Langenbeck geboren und war ein Vetter des Chirurgen Bernhard von Langenbeck.
Seine Schul- und Hochschulbildung durchlief er in Göttingen, Paris, Wien und Berlin, bevor er 1843 eine Stelle als Dozent an der Göttinger Georg-August-Universität annahm. Dort arbeitete er von 1846 bis 1848 als ordentlicher Professor für Anatomie, Chirurgie und Augenheilkunde an der Medizinischen Fakultät.
Ab 1851 wirkte Langenbeck in der Residenzstadt Hannover.

## Schriften
- De totius uteri extirpatione : dissertatio inauguralis historica ... Cum tabulis aeneis, Gottingae: Dieterich, 1842; Digitalisat
- Über die Wirksamkeit der medicinischen Polizei, Göttingen: Vandenhoeck und Ruprecht, 1848; Digitalisat
- Klinische Beiträge aus dem Gebiete der Chirurgie und Ophthalmologie, Bd. 2, Göttingen: Dieterich, (1850); Digitalisat
- Die Insolation des menschlichen Auges, der Glaskörperstich und die Accomodationsfasern : Eine briefl. Mittheilung an Herrn Geh. Medicinalrath Dr. v. Ammon zu Dresden, Hannover: Schmorl & von Seefeld, 1859; Digitalisat